# Macrouroides inflaticeps
Macrouroides inflaticeps är en fiskart som beskrevs av Smith och Lewis Radcliffe 1912. Macrouroides inflaticeps ingår i släktet Macrouroides och familjen skolästfiskar. Inga underarter finns listade i Catalogue of Life.